# Stanisław Doniec
Stanisław Jurjewicz Doniec (ros. Станислав Юрьевич Донец; ur. 7 lipca 1983 w Dimitrowgradzie) – rosyjski pływak, mistrz świata (basen 25 m) w sztafecie, dziesięciokrotny mistrz Europy (basen 25 m), olimpijczyk z Pekinu.
Specjalizuje się w pływaniu stylem grzbietowym. Największe sukcesy odnosi w startach w mistrzostwach Europy na basenie 25-metrowym. W ostatnich trzech latach (2007-09) zdobył podczas tych występów czternaście medali, w tym 10 złotych.
W grudniu 2008 przez siedem dni był rekordzistą świata (basen 25 m) na 100 m stylem grzbietowym osiągając czas 49,32 s, a rok później w mistrzostwach Europy na krótkim basenie w Stambule zdobył cztery złote medale, ustanawiając rekord świata na 200 m stylem grzbietowym - 1.48,62 min oraz na 100 m tym stylem w czasie 48,97 s (taki sam czas i również złoty medal zdobył Arkadij Wiatczanin).

## Odznaczenia
- Zasłużony Mistrz Sportu